# Роцци, Антонио
Антонио Роцци (итал. Antonio Rozzi; 28 мая 1994, Рим, Италия) — итальянский футболист, нападающий клуба «Лацио».

## Карьера
Антонио делал свои первые шаги в футбольной карьере в детской команде «Казаль-Монастеро», а позднее перешёл в футбольную школу клуба «Лодижиани». В «Лодижиани» перспективного юниора приметили селекционеры «Лацио». В юношеских командах «Лацио» Антонио провёл тринадцать лет, а в сезоне 2012/13 был назначен капитаном примаверы клуба. 1 февраля 2013 года Антонио дебютировал в своём первом матче чемпионата Италии, в котором его «Лацио» одержал первую за четырнадцать лет победу над «Миланом». Всего в сезоне 2011/12 молодой игрок провёл три матча за римский клуб. В сезоне 2012/13 Антонио провёл за «Лацио» два матча в Лиге Европы. В 2013 году Антонио был арендован «Кастильей», летом 2014 года — клубом Серии Б «Бари». 22 января 2015 года был отдан в «Виртус Энтеллу», 3 августа — в «Виртус Ланчано», где сыграл лишь один матч. 23 января 2016 года перешёл в «Сиену».

## Карьера в сборной
Выступал за юношеские сборные Италии до 16, до 17, до 18 и до 19 лет, а ныне он выступает за молодёжную сборную Италии. 15 апреля 2015 года сыграл за вторую сборную Италии в матче с молодёжной сборной Хорватии и на 63-й минуте забил гол.

## Достижения
- Обладатель Кубка Италии: 2012/13